# Retrográd mozgás

A Mars látszólagos retrográd mozgása az égbolton, 2003-ban

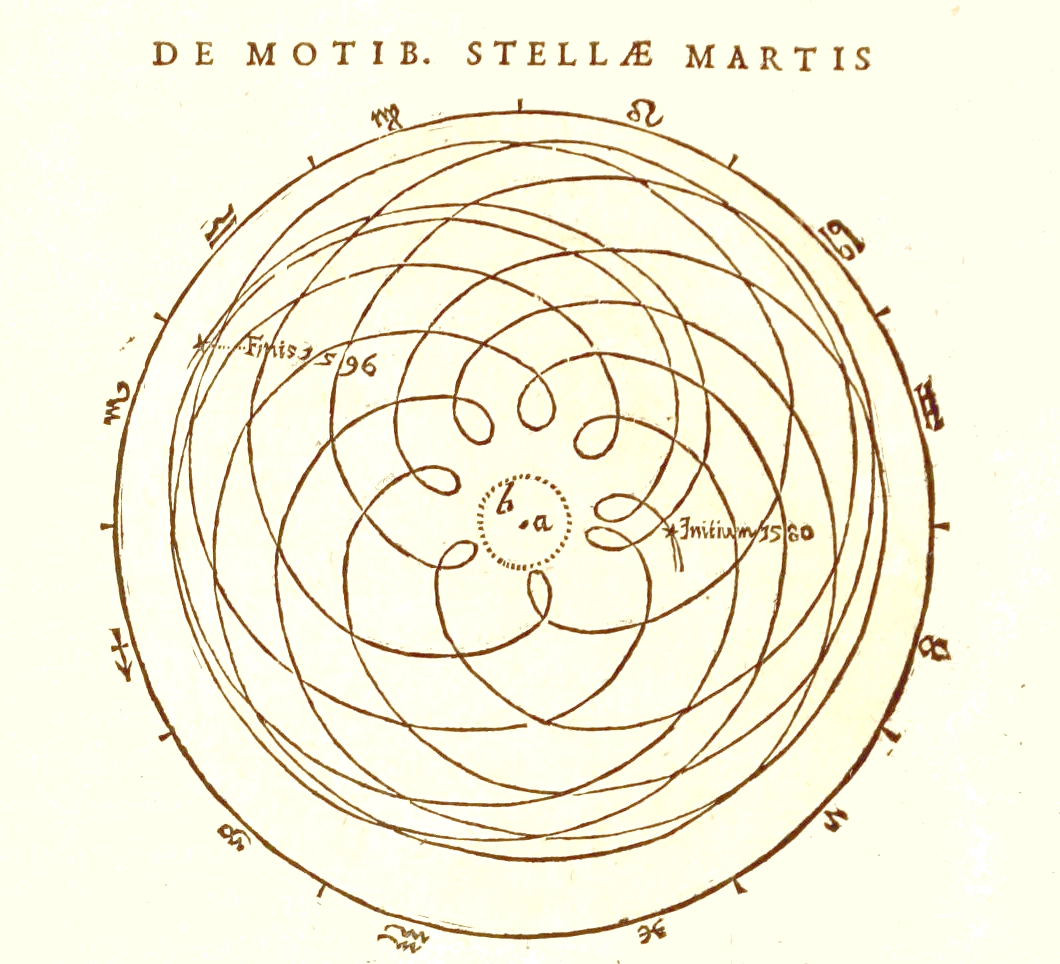
A Mars retrográd mozgásának ábrázolása a geocentrikus világkép alapján
(Johannes Kepler illusztrációja az Astronomia Nova 1609-es kiadásában)

Retrográd mozgásnak nevezzük a csillagászatban egy természetes vagy mesterséges égitest olyan mozgását, ami az adott rendszerben lévő legtöbb égitest mozgásával ellentétes irányú. Ellentéte a prográd (vagy direkt) mozgás, ami a szokásos, nem rendhagyó irányban történő mozgást jelöli.
A mozgás vonatkozhat a test saját tengelye körüli forgására, vagy egy másik égitest körüli keringésére. Az első esetben retrográd forgásról, a másik esetben retrográd keringésről beszélünk (ilyenkor a keringő test inklinációja nagyobb 90 foknál).
Hold vagy műhold esetén retrográdnak nevezzük mozgását, ha a keringés iránya a bolygó forgásával ellentétes irányban történik.
Előfordulhat, hogy a retrográd mozgás csupán látszólagos. A földi megfigyelők számára az ókorban és a középkorban sokáig fejtörést okozott a Merkúr, a Vénusz, a Mars, a Jupiter és a Szaturnusz bolygócsillagok (akkoriban csak ezeket a bolygókat ismerték) mozgása az állócsillagokhoz képest, mivel pályájuk egy bizonyos szakaszán megállni, majd visszafelé haladni látszanak. Ezt a mozgást a heliocentrikus világkép felfedezéséig csak bonyolult pályákkal tudták leírni.
A Vénusz a Naptól kelet felé mozog az esti égbolton, de csak egy bizonyos szélső helyzetig, onnan visszafordul nyugat irányba, elhalad a Nap közelében (ekkor nem látható) és hajnalban a Nap nyugati oldalán látható. A Vénusz a Naptól maximum 47°-ig tér ki. A Merkúr kevésbé fényes, jóval kisebbnek látszik és a Naptól csak 28°-nyit tér el, ezért rendszerint elveszik a kelő vagy lenyugvó Nap sugaraiban. A Nap és a bolygó által bezárt szöget szaknyelven (keleti vagy nyugati) elongációnak nevezik.
A Mars, a Jupiter és a Szaturnusz másképp viselkedik. Általában a Naphoz vagy a Holdhoz hasonlóan kelet felé tartanak, de csak egy darabig, ott látszólag megállnak, majd visszafordulnak nyugat felé. Ez a retrográd mozgás akkor a leggyorsabb, amikor a bolygó 180°-ra van a Naptól, vagyis amikor napkeltekor nyugszik vagy napnyugtakor kel. Később a nyugat felé tartó mozgás megáll, megfordul és ismét elindul kelet felé, azaz a külső bolygók keringésük során hurkokat rajzolnak az égboltra. A nyugat felé tartó útszakasz a Mars esetén a leghosszabb, rövidebb a Jupiternél és legrövidebb a Szaturnusznál. Ugyanakkor a hátráló mozgás időtartama a Marsnál a legrövidebb, 76 nap, a Jupiter esetében 122 nap, a Szaturnusznál pedig 140 nap. (A bolygópályák excentricitása és helyzete miatt ettől az értéktől minimális eltérés lehetséges.)
Magyar kifejezéssel a normális, kelet felé tartó mozgást előre tartónak, az ellentétest hátrálónak nevezzük.
A földi megfigyelő szemszögéből kiindulva direkt mozgásnak nevezzük a (látszólagos) nyugatról-keletre történő mozgást (tehát a Föld forgása direkt irányú). A megfigyelést a Földről kiindulva kiterjesztjük a látszólag mozdulatlan csillagok előtt történő mozgásokra is.
Ennek megfelelően a keletről nyugatra történő látszólagos mozgást retrográdnak nevezzük.
A mozgást a keringés síkjára merőleges irányból és északról szemlélve a Föld forgását az óramutató járásával ellentétesnek látjuk (ez a direkt mozgás), míg az ezzel ellentétes irány, az óramutatónak megfelelő forgás retrográdnak számít.
A Naprendszerben a bolygók (és az egyéb égitestek többségének) Nap körüli keringése direkt irányú, vagyis az ekliptika északi irányából nézve az óramutató járásával ellentétes. Tengely körüli retrográd forgása van a Vénusznak, az Uránusznak és a Plútónak.